# Oghamstein von Silchester

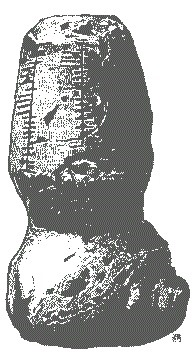
Zeichnung des Silchester-Steins

Der Oghamstein von Silchester wurde im Jahr 1893 während der Ausgrabung der Römerstadt Calleva Atrebatum in Silchester in Hampshire in England, über 100 km von den nächsten Oghamsteinen (in Cornwall, Devon und Wales) entfernt, gefunden. Die Oghaminschrift befindet sich auf einem etwa 60 cm hohen Sandstein, der am Boden eines Brunnens gefunden wurde. Untersuchungen des Brunnens ergaben, dass er spätestens 425 n. Chr. aufgelassen wurde. Die Inschrift ist typisch für irische Oghaminschriften und lautet nach John Rhys (1840–1915): TEBICATOS Maqi MUCOI [...]. Übersetzt: „Von Tebicatos, Sohn des Stammes ...“. Oder: „Von Tebicatos, Sohn des Nachkommen von ...“. Der Name des Vorfahren ist verloren gegangen.
Die Mehrheit der irischen Oghaminschriften ist entlang der vertikalen Kanten eckiger Steine eingeritzt. Beim Silchesterstein wurde die Inschrift entlang zweier vertikaler Hilfslinien mitten auf den Stein geschrieben. Da der Oghamstein weit weg von anderen Oghamsteinen gefunden wurde und diese kuriose Textaufbringung hat, sind Zweifel an seiner Echtheit entstanden. Die jüngsten Ausgrabungen scheinen diese jedoch zu bestätigen. Oghamsteine sind fast ausschließlich Gedenksteine und so sollte auch der Silchesterstein zum Gedenken an Tebicatos geritzt worden sein. Der Stein befindet sich im Reading Museum in Reading, Berkshire.

## Der Uttoxeter Oghamstein
Der Uttoxeter Oghamstein ist ein weiterer angeblich englischer Oghamstein, der von dem viktorianischen Antiquar und Amateurarchäologen Francis Redfern 1870 in Uttoxeter in Staffordshire, etwa 65 Meilen vom nächsten waliser Oghamstein entfernt, entdeckt wurde. Die Oghaminschrift soll in das Stück eines römischen Mühlsteins aus vulkanischem Eifelgestein geschnitzt worden sein. Der Stein ist verloren gegangen und da F. Redfern keine Zeichnung des Steins oder der Inschrift veröffentlichte, ist es schwierig, die Echtheit der Inschrift zu beurteilen. Allerdings hat er interessante Parallelen mit dem Silchesterstein – beide Inschriften waren auf Steinobjekten, die Überbleibsel einer römischen Nutzung sind, anstatt auf Natursteine eingehauen worden und beide Steine wurden in Brunnen römischer Siedlungen gefunden.